# Джамбруно Виана, Хулио
Хулио Джамбруно Виана (исп. Julio Giambruno Viana, 17 апреля 1946, Уругвай) — уругвайский дипломат.

## Биография
В 1965—1975 годах работал техническим помощником Латиноамериканской ассоциации интеграции.
С 1979 по 1986 год был заместителем генерального консула Уругвая в Нью-Йорке (США).
С 7 января 1987 по 1991 год — временный поверенный в Канберре (Австралия).
С 17 октября 1995 года — генеральный консул в Сан-Франциско (США).
С 24 сентября 1998 по 2003 год — Чрезвычайный и Полномочный Посол Уругвая в Сеуле (Южная Корея).
В 2004 году был назначен генеральным директором по культуре Министерства иностранных дел Уругвая.
С 31 марта 2010 по 16 февраля 2015 года — Чрезвычайный и Полномочный Посол Уругвая в Польше . Чрезвычайный и Полномочный Посол Уругвая в Литве, Украине и Белоруссии по совместительству.